# فلاديسلاف كوسينياك كاميش
فلاديسلاف مارسين كوسينياك-كاميش (مواليد 10 أغسطس 1981) طبيب وسياسي بولندي، شغل منصب نائب رئيس وزراء بولندا ووزير الدفاع الوطني منذ عام 2023. كما شغل منصب رئيس حزب الشعب البولندي (PSL) منذ عام 2015. شغل منصب وزير العمل والشؤون الاجتماعية من عام 2011 إلى عام 2015 في حكومتي دونالد توسك وإيفا كوباتش. وكان مرشحًا للرئاسة في عام 2020.

## الحياة المبكرة والتعليم
وُلِد كوسينياك كاميش في كراكوف عام 1981، وتنحدر عائلته من سيدليسزويتسه وهي قرية في بولندا الصغرى. نشأ في تقاليد الحركة الشعبية. عمل والده أندريه كوسينياك كاميش وهو طبيب وسياسي وزيرًا للصحة والرعاية الاجتماعية في أول حكومة غير شيوعية برئاسة تاديوس مازوفيتسكي حيث خاض كفاحًا مستمرًا لضمان أنه في حالة النقص المستمر في الموارد، بدأت الرعاية الصحية على المستوى التكنولوجي في اللحاق بالغرب. عمه هو زينون كوسينياك كراميش، وهو سياسي ودبلوماسي. جده لأبيه واسمه فلاديسلاف، الذي ولد في بداية الحرب العالمية الأولى، خدم كجندي في فوج فيلنو أولان الثالث عشر وكتائب المزارعين خلال الحرب العالمية الثانية. بعد الحرب، عاد إلى مسقط رأسه في بينياسزويتسه، حيث كان يدير مزرعته بجوار مصب نهر دونايتس إلى فيستولا مع جدته.

### التعليم
درس في كراكوف، حيث انتقل والداه. التحق كوسينياك كاميش بمدرسة جان الثالث سوبيسكي الثانوية في كراكوف. درس الطب لاحقًا في كلية الطب بجامعة ياغيلونيا حتى عام 2006. أصبح مساعدًا في قسم الطب الباطني والطب الريفي بجامعة ياجيلونيان. في عام 2010، حصل كوسينياك كاميش على درجة الدكتوراه في العلوم الطبية مع توماس جوزيك. حصل على الدكتوراه بناءً على أطروحته المعنونة "علاقة التباين الجيني المشفر لإنزيم سيكلوهيدروليز GTP بوظيفة بطانة الأوعية الدموية لدى مرضى السكري من النوع 2"، حيث درس العوامل الوراثية المحددة لمرض السكري. أجرى كوسينياك كاميش أبحاثًا علمية، من بين أمور أخرى، في مدرسة الطب بجامعة إيموري في أتلانتا.
بدأ أول وظيفة له في قسم الأمراض الباطنية والطب الريفي في كلية الطب بجامعة ياغيلونيا، حيث أمضى فترة تدريب طبي هناك. طوال دراسته، كان كوسينياك كاميش متطوعًا في جمعية المتطوعين في القديس إيليا التي تعمل في كنيسة زيارة السيدة العذراء مريم في كراكوف.
بدأ ممارسة الطب وعاد إليه في عام 2021 أثناء جائحة كوفيد-19 كمتطوع في مستشفى جوزيف ديتل التخصصي في كراكوف.

### النشاط السياسي
منذ عام 2000، ارتبط بحزب الشعب البولندي. وكان أحد المؤسسين المشاركين لمنتدى الفلاحين الشباب. وفي الفترة من 2008 إلى 2012، شغل منصب سكرتير اللجنة التنفيذية العليا لحزب الشعب البولندي. وفي الانتخابات المحلية لعام 2010، ترشح لمجلس مدينة كراكوف. وحصل على تفويض عضو مجلس ليحل محل جاسيك ماجشروفسكي، الذي انتخب عمدة للمدينة (ترشح من قائمة لجنة الانتخابات الخاصة به). وعمل في لجنة السياسة الأسرية والاجتماعية، ولجنة الصحة والوقاية والمنتجعات الصحية، ولجنة الملكية وريادة الأعمال. وفي 10 نوفمبر 2011، أصبح المرشح الرسمي لحزب الشعب البولندي لمنصب وزير العمل والسياسة الاجتماعية في حكومة دونالد توسك الائتلافية الثانية. في 18 نوفمبر، أدى اليمين الدستورية وزيرًا للعمل والسياسة الاجتماعية. وفي اليوم التالي، استقال من منصبه كعضو في مجلس مدينة كراكوف. وفي 1 ديسمبر 2012، أصبح نائبًا لرئيس حزب الشعب البولندي (PSL ). وفي انتخابات البرلمان الأوروبي لعام 2014، كان زعيمًا لقائمة PSL في الدائرة رقم 9 (محافظة بودكارباتسكي)، لكنه فشل في الحصول على تفويض كعضو في البرلمان الأوروبي، وحصل على 12667 صوتًا.
في 22 سبتمبر/أيلول 2014، أُعيد انتخابه وزيرًا للعمل والسياسة الاجتماعية في حكومة إيفا كوباتش . وفي الانتخابات البرلمانية لعام 2015، ترأس قائمة حزب الشعب البولندي في مجلس النواب (سيم) في دائرة تارنوف. وحصل على 12,171 صوتًا، مما أهله لعضوية مجلس النواب في دورته الثامنة.
في 7 نوفمبر 2015، عينه المجلس الأعلى حزبرالشعب البولندي ئيسًا للحزب. وفي بداية الدورة البرلمانية الجديدة، انتُخب أيضًا رئيسًا للنادي البرلماني لحزب الشعب البولندي ثم انتُخب رئيسًا للحزب ن قبل مؤتمرات الحزب في 19 نوفمبر 2016.. و4 ديسمبر 2021.
في 16 نوفمبر 2015، أنهى فترة ولايته كوزير. في أبريل 2017، انتُخب لعضوية مجلس إدارة اللجنة الأولمبية البولندية (نيابة عن حزب الشعب البولندي). في فبراير 2018، ونتيجة لاندماج نادي زبمالشعب البولندي ع اتحاد الديمقراطيين الأوروبيين، أصبح رئيسًا للنادي البرلماني الفيدرالي PSL-UED والذي تحول في يوليو 2019 إلى نادي زب-الشعب البولندي الائتلاف البرلماني البولندي.
في انتخابات عام 2019، ترشح بنجاح لإعادة انتخابه كعضو في البرلمان، وحصل على 33784 صوتا. في 12 نوفمبر 2019، أصبح مرة أخرى رئيسًا للنادي البرلماني الذي شكله حزبه (تحت اسم التحالف البولندي - حزب الشعب البولندي - كوكيز 15 ، ومنذ نوفمبر 2020 تحت اسم التحالف البولندي - الحزب الاشتراكي البولندي، الاتحاد الديمقراطي البولندي، المحافظون ).
في ديسمبر 2019، أعلن رسميًا أنه سيترشح لمنصب رئيس جمهورية بولندا في انتخابات 2020. بالإضافة إلى حزب الشعب البولندي (PSL)، فقد حظي بدعم كيانات أخرى من الائتلاف البولندي، بما في ذلك حزب Kukiz'15 وحزبي UED وŚlonzoki Razem. في أوائل مارس 2020، سجلت اللجنة الانتخابية الوطنية ترشيحه، لكن التصويت المقرر إجراؤه في مايو لم يتم في النهاية. في يونيو 2020، سجلت اللجنة الانتخابية الوطنية ترشيحه لإعادة الانتخابات في ذلك الشهر. في الجولة الأولى، حصل على 459365 صوتًا (2.36٪)، ليحتل المركز الخامس من بين 11 مرشحًا. قبل الجولة الثانية، اقترح دعم رافال ترزاسكوفسكي.
قبل انتخابات عام ،023 شارك في تأسيس ائتلاف الطريق الثالث وفي هذه الانتخابات، أُعيد انتخابه للبرلمان، وحصل على ٥٠١٣٩ صوتًا.
في ١٢ ديسمبر ٢٠٢٣، انتخبه مجلس النواب البولندي في دورته العاشرة نائبًا لرئيس الوزراء ووزيرًا للدفاع الوطني في الحكومة الثالثة لدونالد تاسك. وفي اليوم التالي، عيّنه رئيس جمهورية بولندا أندريه دودا في المنصبين.